# Kleinia hanburyana
Kleinia hanburyana là một loài thực vật có hoa trong họ Cúc. Loài này được A.Berger mô tả khoa học đầu tiên.